# Erica condensata
Erica condensata är en ljungväxtart som beskrevs av George Bentham. Erica condensata ingår i släktet klockljungssläktet, och familjen ljungväxter. Utöver nominatformen finns också underarten E. c. quadrifida.